# Rauhiella silvana
Rauhiella silvana là một loài thực vật có hoa trong họ Lan. Loài này được Toscano miêu tả khoa học đầu tiên năm 1993.